# Julian Green (soccer)
Pour les articles homonymes, voir Green.
Ne doit pas être confondu avec Julien Green.
Julian Wesley Green, né le 6 juin 1995 à Tampa en Floride, est un joueur germano-américain de soccer qui évolue au poste de milieu offensif au Greuther Fürth.

## Biographie

### Parcours en club

#### Formation puis professionnalisme au Bayern Munich
Après avoir intégré le centre de formation du Bayern Munich en 2010 où il a évolué dans de nombreuses équipes de jeunes, Julian Green signe un contrat professionnel avec l'équipe première le 8 novembre 2013, s'engageant ainsi jusqu'en 2017. Il apparaît pour la première fois sous le maillot bavarois le 27 novembre 2013 lorsqu'il entre à la 88e minute d'une rencontre de Ligue des champions contre le FK CSKA Moscou, remplaçant ainsi Mario Götze. Après cette apparition, il est sélectionné dans le groupe participant à la Coupe du monde des clubs 2013 à la suite du forfait sur blessure d'Arjen Robben.

#### Prêt à Hambourg et recherche de temps de jeu
Alors qu'il n'a joué que quelques minutes de Ligue des champions dans le monde professionnel au Bayern Munich, Julian Green est prêté au Hambourg SV, autre équipe de Bundesliga, pour l'ensemble de la saison 2014-2015 à compter du 1er septembre. Cette opération n'inclut pas d'option d'achat à l'issue du prêt.

#### Transfert au VfB Stuttgart
Pour le début de l'année 2017, Julian Green fut transféré au VfB Stuttgart après qu'il a signé un contrat jusqu'en juin 2019.

### Carrière internationale

#### Sélections de jeunes
Green est né à Tampa, en Floride, d'un père américain et d'une mère allemande. Sa famille décide de déménager en Allemagne alors qu'il n'a que deux ans. Il est ainsi éligible pour jouer pour la sélection américaine mais aussi pour la sélection allemande qui ont toutes deux exprimées leur intérêt pour le joueur.
Sa carrière internationale commence dans les sélections allemandes des moins de 16 ans puis moins de 17 ans. Puis, en septembre 2012, Julian participe à une rencontre pour la sélection américaine des moins de 18 ans contre les Pays-Bas, inscrivant un but dans une victoire 4-2. Green représente de nouveau l'Allemagne avec la sélection des moins de 19 ans à l'occasion des éliminatoires du Championnat d'Europe.

#### Choix des États-Unis comme sélection
Green est convoqué par le sélectionneur de l'équipe américaine, Jürgen Klinsmann, lui aussi allemand, pour des rencontres amicales en novembre 2013 mais le joueur décline en raison d'une impossibilité de jouer imposée par la FIFA. En effet, cette dernière ne permet à un joueur ayant une double nationalité de ne changer qu'une fois de nationalité sportive, ce qu'il n'était pas encore prêt à faire. Ainsi, il continue à jouer pour la sélection allemande des moins de 19 ans et une rencontre amicale contre la France,. Malgré tout, il s'entraîne avec la sélection américaine avant une rencontre contre l'Ukraine, le 5 mars 2014.
C'est le 18 mars 2014 que Green fait officiellement son changement de nationalité sportive, avec la Coupe du monde 2014 en vue. Il explique ainsi sa décision d'opter pour la sélection américaine : « Je suis né en Floride et mon père vit toujours là-bas, j'ai donc de profondes racines aux États-Unis. Je suis très fier de représenter les États-Unis ». Le 24 mars 2014, la FIFA approuve son changement de nationalité, le rendant ainsi éligible à participer aux rencontres de la sélection américaine. Deux jours plus tard, Julian reçoit sa première convocation officielle pour affronter le Mexique en amical en avril. Contre le Mexique, il entre vers l'heure de jeu et son équipe fait un nul 2-2, son apparition faisant écho à de jeunes joueurs comme Freddy Adu notamment qui devaient marquer leur génération.
Le 13 mai 2014, Julian Green est officiellement sélectionné par Jürgen Klinsmann dans le groupe de 30 joueurs pour représenter les États-Unis lors de la Coupe du monde 2014 au Brésil, dans l'attente de la liste des joueurs réservistes. Malgré sa faible expérience, tant en club qu'en sélection, il est retenu, le 22 mai, pour représenter son pays natal au Mondial brésilien. Le 1er juillet 2014, il marque son premier but lors du huitième de finale de Coupe du monde face à la Belgique en réduisant l'écart en prolongations.

## Statistiques

### Statistiques détaillées
| Saison                | Club                  | Championnat           | Championnat | Championnat | Coupe(s) nationale(s) | Coupe(s) nationale(s) | Compétition(s) continentale(s) | Compétition(s) continentale(s) | Compétition(s) continentale(s) | États-Unis | États-Unis | Total | Total |
| Saison                | Club                  | Division              | M.          | B.          | M.                    | B.                    | Comp.                          | M.                             | B.                             | M.         | B.         | M.    | B.    |
| 2013-2014             | Bayern Munich         | Bundesliga            | -           | -           | -                     | -                     | C1                             | 1                              | 0                              | 3          | 1          | 4     | 1     |
| 2015-2016             | Bayern Munich         | Bundesliga            | -           | -           | -                     | -                     | C1                             | 1                              | 0                              | 3          | 2          | 4     | 2     |
| 2016-2017             | Bayern Munich         | Bundesliga            | -           | -           | 2                     | 1                     | C1                             | -                              | -                              | -          | -          | 2     | 1     |
| Sous-total            | Sous-total            | Sous-total            | 0           | 0           | 2                     | 1                     | -                              | 2                              | 0                              | 6          | 3          | 10    | 4     |
| 2014-2015             | Hambourg SV (prêt)    | Bundesliga            | 5           | 0           | 0                     | 0                     | -                              | -                              | -                              | 2          | 0          | 7     | 0     |
| 2016-2017             | VfB Stuttgart         | 2. Bundesliga         | 10          | 1           | -                     | -                     | -                              | -                              | -                              | -          | -          | 10    | 1     |
| 2017-2018             | Greuther Fürth (prêt) | 2. Bundesliga         | 24          | 3           | -                     | -                     | -                              | -                              | -                              | 2          | 1          | 26    | 4     |
| 2018-2019             | Greuther Fürth        | 2. Bundesliga         | 29          | 4           | 1                     | 0                     | -                              | -                              | -                              | 5          | 0          | 35    | 4     |
| 2019-2020             | Greuther Fürth        | 2. Bundesliga         | 23          | 4           | 1                     | 0                     | -                              | -                              | -                              | -          | -          | 24    | 4     |
| 2020-2021             | Greuther Fürth        | 2. Bundesliga         | 30          | 9           | 3                     | 1                     | -                              | -                              | -                              | -          | -          | 33    | 10    |
| 2021-2022             | Greuther Fürth        | Bundesliga            | 24          | 0           | 1                     | 1                     | -                              | -                              | -                              | -          | -          | 25    | 1     |
| 2022-2023             | Greuther Fürth        | 2. Bundesliga         | 28          | 7           | 1                     | 0                     | -                              | -                              | -                              | -          | -          | 29    | 7     |
| 2023-2024             | Greuther Fürth        | 2. Bundesliga         | 17          | 4           | 2                     | 0                     | -                              | -                              | -                              | -          | -          | 19    | 4     |
| Sous-total            | Sous-total            | Sous-total            | 175         | 31          | 9                     | 2                     | -                              | 0                              | 0                              | 7          | 1          | 191   | 34    |
| Total sur la carrière | Total sur la carrière | Total sur la carrière | 190         | 32          | 11                    | 3                     | -                              | 2                              | 0                              | 15         | 4          | 218   | 39    |

### Buts internationaux
| 0   | Date             | Lieu                                                             | Compétition                                  | Résultat | Adversaire       | Détail | Détail         | Détail | Sél. |
| --- | ---------------- | ---------------------------------------------------------------- | -------------------------------------------- | -------- | ---------------- | ------ | -------------- | ------ | ---- |
| 1er | 1er juillet 2014 | Fonte Nova, Salvador, Brésil                                     | Huitième de finale de la Coupe du monde 2014 | P 2-1    | Belgique         | 107e   | du pied droit  | 2-1    | 3e   |
| 2e  | 7 octobre 2016   | Stade Pedro-Marrero, La Havane, Cuba                             | Match amical                                 | V 0-2    | Cuba             | 71e    | du pied gauche | 0-2    | 7e   |
| 3e  | 11 octobre 2016  | Robert F. Kennedy Memorial Stadium, Washington, D.C., États-Unis | Match amical                                 | N 1-1    | Nouvelle-Zélande | 27e    | du pied droit  | 1-0    | 8e   |
| 3e  | 9 juin 2018      | Parc Olympique lyonnais, Décines-Charpieu, France                | Match amical                                 | N 1-1    | France           | 44e    | du pied droit  | 0-1    | 10e  |

## Palmarès

### En club
| Bayern Munich II - Regionalliga Bavière - Champion en 2014 |  | VfB Stuttgart - 2. Bundesliga - Champion en 2017 |  | SpVgg Greuther Fürth - 2. Bundesliga - Vice-champion en 2021 |